# 米凱爾·默爾克夫
米凱爾·默爾克夫（丹麥語：Michael Mørkøv Christensen，1985年4月30日—），丹麥單車運動員，他代表丹麥隊參加了日本舉行的2020年夏季奧林匹克運動會，並且在男子麥迪遜賽上獲得金牌。